# Acluofòbia
L'acluofòbia (o nictofòbia) és la por irracional a la foscor. S'ha de distingir de la por ordinària, que sorgeix a partir dels dos anys, i que relaciona la manca de llum (i per tant de control) amb perills potencials. L'acluofòbia es pot veure potenciada per la presència freqüent de malsons o les imatges pròpies del cinema de terror i la literatura de monstres. El seu origen pot situar-se en un trauma patit durant un període de foscor o en la no superació del període infantil de la por a la nit, per manca de seguretat.